# Gérygone terne
Gerygone inornata
Espèce
Statut de conservation UICN

 LC  : Préoccupation mineure
La Gérygone terne (Gerygone inornata) est une espèce de passereau de la famille des Acanthizidae.

## Distribution
On la trouve à Wetar et à Timor en Indonésie.

## Habitat
Elle habite les mangroves et les forêts humides en plaine subtropicales et tropicales.